# Likho
Il Likho (Лихо in Russia o Licho in Polonia) è una creatura soprannaturale presente in moltissime leggende slave e dell'Europa dell'est. Ha l'aspetto di una ripugnante strega con un solo occhio sopra la radice del naso. Il Likho viene descritto come una pericolosa entità maligna che incarna la sfortuna, malasorte e la sofferenza.
Secondo le leggende tribali Slave, Likho era una creatura buona e pacifica. Il suo nome era associato alla grazia e alla bontà, ma adulti e anziani descrivevano questa creatura come un essere malvagio con un grande occhio e un corpo deformato.
Ognuno prese le distanze da Likho e lui fece altrettanto. Likho si mostrava solo ai bambini che non avevano paura di lui, e faceva delle buone azioni per loro; per esempio mostrava loro dove trovare il Fiore di Felce (altrimenti inaccessibile alle persone), che aveva grandi proprietà curative.
Likho aveva un bambino che era tutto per lui. Le persone adulte del villaggio erano talmente impaurite da lui che vietarono ai bambini di incontrarlo. Una volta, mentre Likho si stava prendendo cura della Foresta e dei fiori di Felce, suo figlio incontrò per caso i boscaioli del villaggio, e quando questi ultimi si accorsero dell assenza di Likho, catturarono il bambino. Lo torturarono cavandogli anche gli occhi e lo lasciarono morire nella palude. Likho cercò suo figlio per molti giorni senza mangiare, bere o dormire.
Un giorno trovò il cadavere martoriato del bambino e dopo averlo recuperato, sparirono entrambi nella palude. Da quel momento gli abitanti del villaggio non videro più lui e neanche i fiori di Felce. Likho è la fonte di Tristezza del mondo; e se sia ancora in vita adesso o se tornerà in un prossimo futuro, nessuno lo sa con certezza.